# Scio (Oregon)
Scio – miasto w Stanach Zjednoczonych, w stanie Oregon, w hrabstwie Linn.